# Sea Acres National Park
Sea Acres National Park är ett naturreservat i Australien. Det ligger i delstaten New South Wales, i den sydöstra delen av landet, omkring 310 kilometer nordost om delstatshuvudstaden Sydney. Genomsnittlig årsnederbörd är 1 825 millimeter. Den regnigaste månaden är februari, med i genomsnitt 359 mm nederbörd, och den torraste är oktober, med 41 mm nederbörd.